# Абыз (село)
Абыз (каз. Абыз) — село в Каркаралинском районе Карагандинской области Казахстана. Входит в состав Бактинского сельского округа. Код КАТО — 354843200.

## Население
В 1999 году население села составляло 321 человек (154 мужчины и 167 женщин). По данным переписи 2009 года, в селе проживал 351 человек (177 мужчин и 174 женщины).